# Eugène Leterrier
Pour les articles homonymes, voir Leterrier.
Stéphane Eugène Leterrier, né le 15 mai 1842 à Paris 8e et mort le 22 décembre 1884 à Maisons-Laffitte, est un librettiste et dramaturge français.

## Biographie
Fils d’un professeur libre voué tout entier aux belles lettres, qui lui avait communiqué son gout très vif pour la lecture et les choses littéraires, Leterrier avait commencé ses études à l’institution Massin, avant d’intégrer, comme externe libre, le lycée Charlemagne, où il fit la connaissance d’Albert Vanloo, avec lequel il a formé une solide amitié, d’où est née l’association fidèle entre toutes, presque unique au théâtre, et que la mort seule a pu briser.
Pour plaire à son père, il suivit, pendant un an, les cours de l’école des chartes, puis il était entré dans les bureaux de l’Hôtel de ville de Paris, où il a fait, pendant douze ou treize ans, un employé assez fantaisiste. Leterrier n’était pas un simple vaudevilliste. Il avait fait des études et, bien avant de songer à écrire des vaudevilles et des opérettes, il s’était livré à des travaux historiques intéressants. Sa vocation dramatique a, en réalité, surtout développée par de longues causeries attachantes avec son cousin germain Alfred Duru et par les premiers succès d’auteur de celui-ci, avec qui il commença très modestement, en donnant, en novembre 1867, un petit vaudeville aux Folies-Saint-Antoine, sur les bords du canal. Leurs pièces d’avant 1870 et celles de l’immédiat après-guerre sont œuvres de débutants qui se font la main. Passé ce moment difficile, ils eurent la chance d’entrer au Figaro où ils apportaient leur écho de chaque jour, où ils aidaient chaque soir « le Monsieur de l’orchestre, Arnold Mortier, à écrire ses premières Soirées, alors d’une nouveauté très piquante.
Leurs efforts de dramaturge furent alors couronnés, en 1874, d’un éclatant succès avec Giroflé-Girofla, revenant de Bruxelles, mit en pleine lumière Leterrier et Vanloo. Ces deux noms étaient associés pour la première fois à celui de Charles Lecocq. Si jamais auteurs étaient faits pour se convenir, c’étaient bien ceux-là, et tous les trois le sentirent, car jamais les deux librettistes n’eurent de plus retentissants succès qu’avec Lecocq et jamais ce dernier n’eut avec d’autres auteurs une série pareille à celle-ci : Giroflé-Girofla, la Petite Mariée, la Marjolaine et la Camargo, en attendant le Jour et la Nuit. La Petite Mariée est l’œuvre-type en ce genre et demeurera le modèle — avant le Petit Duc qu’elle a précédé de trois ans — de l’opérette élégante et distinguée, échappant aux grossièretés où elle s’était complue et s’élevant jusqu’au niveau de l’opéra-comique. Il en faut louer le musicien d’abord, mais aussi ses collaborateurs, dont la rare entente de la scène et l’habileté à traiter délicatement des situations difficiles le servaient à merveille et mettaient bien sa musique en valeur. Leterrier a acquis sa notoriété dans le genre de l’opérette, en contribuant plus que personne à la ramener dans les voies de l’opéra-comique. Leterrier, plus Lecocq et Vanloo ont successivement sauvé deux théâtres en détresse en y installant l’opérette de bon ton comme ils la comprenaient : d’abord la Renaissance avec Giroflé-Girofla, puis les Nouveautés avec le Jour et la Nuit. Il fit, du même coup, la fortune de deux actrices, d’abord en exigeant que Giroflé-Girofla soit créé par une doublure inconnue, du nom de Jeanne Granier, puis en allant chercher Delphine Ugalde à l’Opéra-Comique, où elle végétait, pour lui faire chanter le Jour et la Nuit.
Leterrier ne tenait pas autrement à l’opérette, mais l’opérette ne le lâchait pas et il y devait toujours revenir pour fournir le livret de l’Étoile à Emmanuel Chabrier, celui du Beau Nicolas à Paul Lacôme, le Droit d’aînesse à Francisque Chassaigne (en), et le Roi de Carreau à Théodore Lajarte. Il aurait cependant désiré se vouer davantage à la comédie. Il donnait les Maniaques au Gymnase, la Guiyne aux Variétés, le Huis clos et Papa, deux pièces pleines de verve et d’entrain au théâtre du Palais-Royal. Dans le genre de la féerie et la revue, il a écrit, en collaboration avec Arnold Mortier, le Voyage dans la lune, avec Offenbach pour la Gaîté, l’Arbre de Noël à la Porte-Saint-Martin avec Lecocq, et la Joyeuse Revue de Rataplan aux Variétés.
Quand la maladie l’a pris, il venait de terminer la transformation de son Petit Poucet d’avant 1870 en grande féerie pour la Gaîté. Son dernier ouvrage, alors qu’il n’y voyait presque plus, a été de se faire lire par sa femme et de corriger de tête le livret bâti par Vanloo sur une pièce de Mélesville et Dumanoir, Carlo et Carlin, qu’ils avaient obtenu la permission de traiter en opéra-comique. 
Leterrier est mort dans la force de l’âge, âgé de 42 ans seulement, des suites d’une néphrite albumineuse. Ayant perdu sa femme, environ un an auparavant, il venait de se remarier, et a laissé après lui une mère et une jeune veuve, fille de M. Petitdemange.

## Jugements
« Leterrier est mort. Il est regretté de tous. C’était un homme de cœur et qui ne comptait pas un ennemi parmi les journalistes et les gens de théâtres, ce qui est rare. »

« tout le monde a déploré la perte de ce garçon de cœur, peu encombrant de sa personne, vivant toujours à la campagne et fuyant presque les théâtres de Paris. »

## Œuvres
Comédies

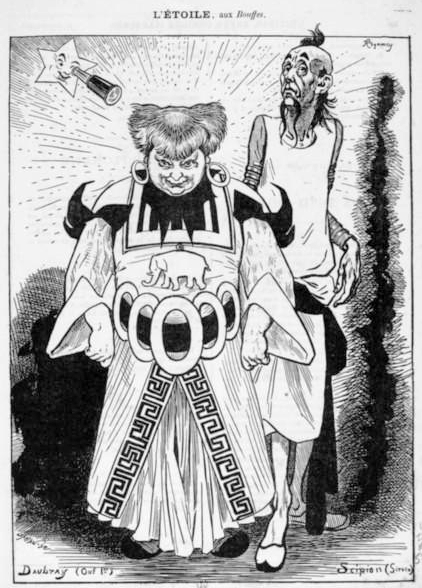
L’Étoile, de Emmanuel Chabrier, livret de Vanloo et Leterrier (avec Daubray).

- 1867 : Le Mariage aux petites affiches, vaudeville en 1 acte d’Eugène Leterrier et Albert Vanloo[11], au théâtre Saint-Antoine (16 novembre)
- 1871 : Le Peau-rouge de Saint-Quentin, folie-vaudeville en 4 actes d’Eugène Leterrier, Albert Vanloo et Eugène Grangé, au théâtre des Variétés (26 octobre)[12].
- 1874 : Les Maniaques, comédie en 1 acte d’Eugène Leterrier et Albert Vanloo, au théâtre du Gymnase (12 décembre).
- 1875 : La Guigne, comédie-vaudeville en 3 actes d’Eugène Labiche, avec la collaboration d’Eugène Leterrier et Albert Vanloo, au théâtre des Variétés (27 août).
- 1879 : Papa, comédie en 3 actes d’Eugène Leterrier et Albert Vanloo, au théâtre du Palais-Royal (16 décembre).
- 1880 : L'Arbre de Noël, féerie en 3 actes et 30 tableaux, d’Eugène Leterrier, Albert Vanloo et Arnold Mortier, au théâtre de la Porte-Saint-Martin (5 octobre)[13]
- 1883 : Le Huis clos, comédie en 1 acte d’Eugène Leterrier et Albert Vanloo, au théâtre du Palais-Royal (1er mai).

Livrets
- 1868 : Le Petit Poucet, opéra-bouffe en 3 actes et 4 tableaux, musique de Laurent de Rillé, au théâtre de l’Athénée (8 octobre).
- 1869 : La Nuit du 15 octobre, opérette militaire en 1 acte, musique de Georges Jacobi, au théâtre des Bouffes-Parisiens (15 octobre).
- 1874 : Giroflé-girofla, opéra-bouffe en 3 actes, musique de Charles Lecocq, livret d’Eugène Leterrier et Albert Vanloo, au théâtre des Fantaisies-Parisiennes à Bruxelles (21 mars), puis au  théâtre de la Renaissance à Paris.
- 1875 : Le Voyage dans la Lune, opéra-féerie de Jacques Offenbach, livret d’Albert Vanloo, Eugène Leterrier et Arnold Mortier, au théâtre du Châtelet (26 octobre).
- 1877 : L'Étoile, opéra-bouffe, musique d’Emmanuel Chabrier, livret d’Eugène Leterrier et Albert Vanloo, au Théâtre des Bouffes-Parisiens (28 novembre).
- 1877 : La Marjolaine, opéra-bouffe en 3 actes, musique de Charles Lecocq, au théâtre de la Renaissance (3 février).
- 1878 : La Camargo, opéra-comique en 3 actes, musique de Charles Lecocq, livret d’Eugène Leterrier et Albert Vanloo, au théâtre de la Renaissance (12 novembre).
- 1879 : La Jolie Persane, opéra-comique en 3 actes, musique de Charles Lecocq, au théâtre de la Renaissance (28 octobre).
- 1879 : Une éducation manquée, opérette en 1 acte et 9 scènes, musique d’Emmanuel Chabrier, livret d’Eugène Leterrier et Albert Vanloo, au Cercle de France International (1er mai)[14].
- 1880 : La Petite Mariée, musique de Charles Lecocq, livret d’Eugène Leterrier et Albert Vanloo, au théâtre de la Renaissance (22 septembre).
- 1880 : Le Beau Nicolas, opéra-comique en 3 actes, musique de Paul Lacôme, livret d’Albert Vanloo et Eugène Leterrier, au théâtre des Folies-Dramatiques (8 octobre).
- 1881 : Le Jour et la Nuit, opéra-bouffe en 3 actes, musique de Charles Lecocq, livret d’Eugène Leterrier et Albert Vanloo, au théâtre des nouveaités (5 novembre).
- 1883 : Le Roi de carreau, opéra-comique en 3 actes, musique de Théodore de Lajarte, livret d’Eugène Leterrier et Albert Vanloo, au théâtre des Nouveautés (26 octobre)[15].
- 1883 : Le Droit d'aînesse, opéra-bouffe en 3 actes, musique de Francis Chassaigne, au théâtre des Nouveautés (27 janvier).

Revues
- 1880 : Rataplan, revue en 3 actes et 10 tableaux d’Eugène Leterrier, Albert Vanloo et Arnold Mortier, musique de Paul Lacôme, Jules Costé et Boulard, au théâtre des Variétés (7 décembre).

## Scénarios d’après ses livrets
- 1964 : Die Reise auf den Mond, téléfilm de Ulrich Erfurth
- 1986 : Le Voyage dans la lune, téléfilm de Jean Bovon
- 1986 : L'Étoile, téléfilm de Bernard Maigrot